# ريك روبرتس (مغني)
ريك روبرتس (بالإنجليزية: Rick Roberts)‏ هو مغني وكاتب أغاني ومغن مؤلف أمريكي، ولد في 31 أغسطس 1949 في مقاطعة بينيلاس في الولايات المتحدة.

## وصلات خارجية
- الموقع الرسمي
- ريك روبرتس على موقع الموسوعة البريطانية (الإنجليزية)
- ريك روبرتس على موقع ميوزك برينز (الإنجليزية)
- ريك روبرتس على موقع ديسكوغز (الإنجليزية)